# Чернилівка

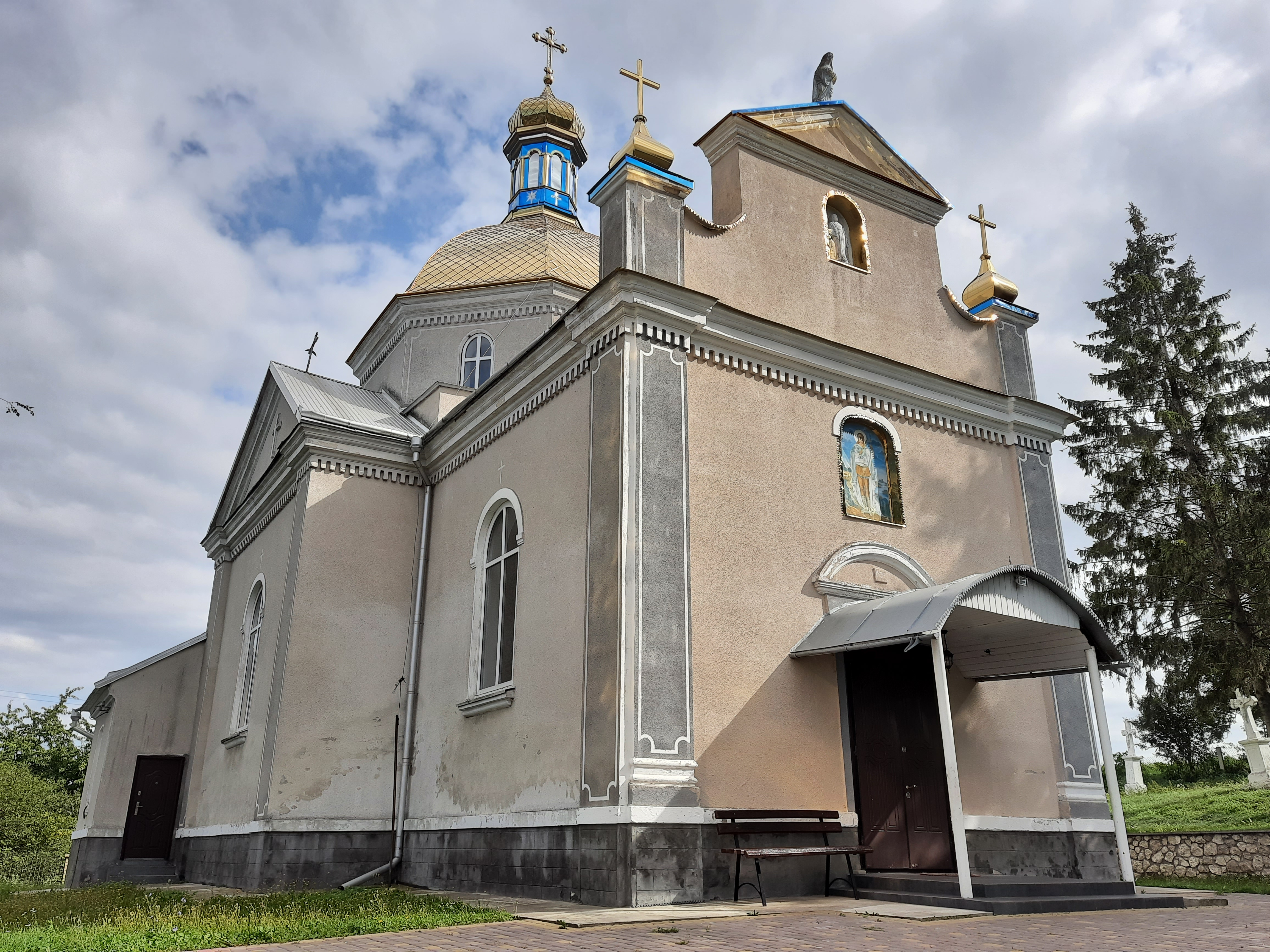
Церква Святого Димитрія (1904р)

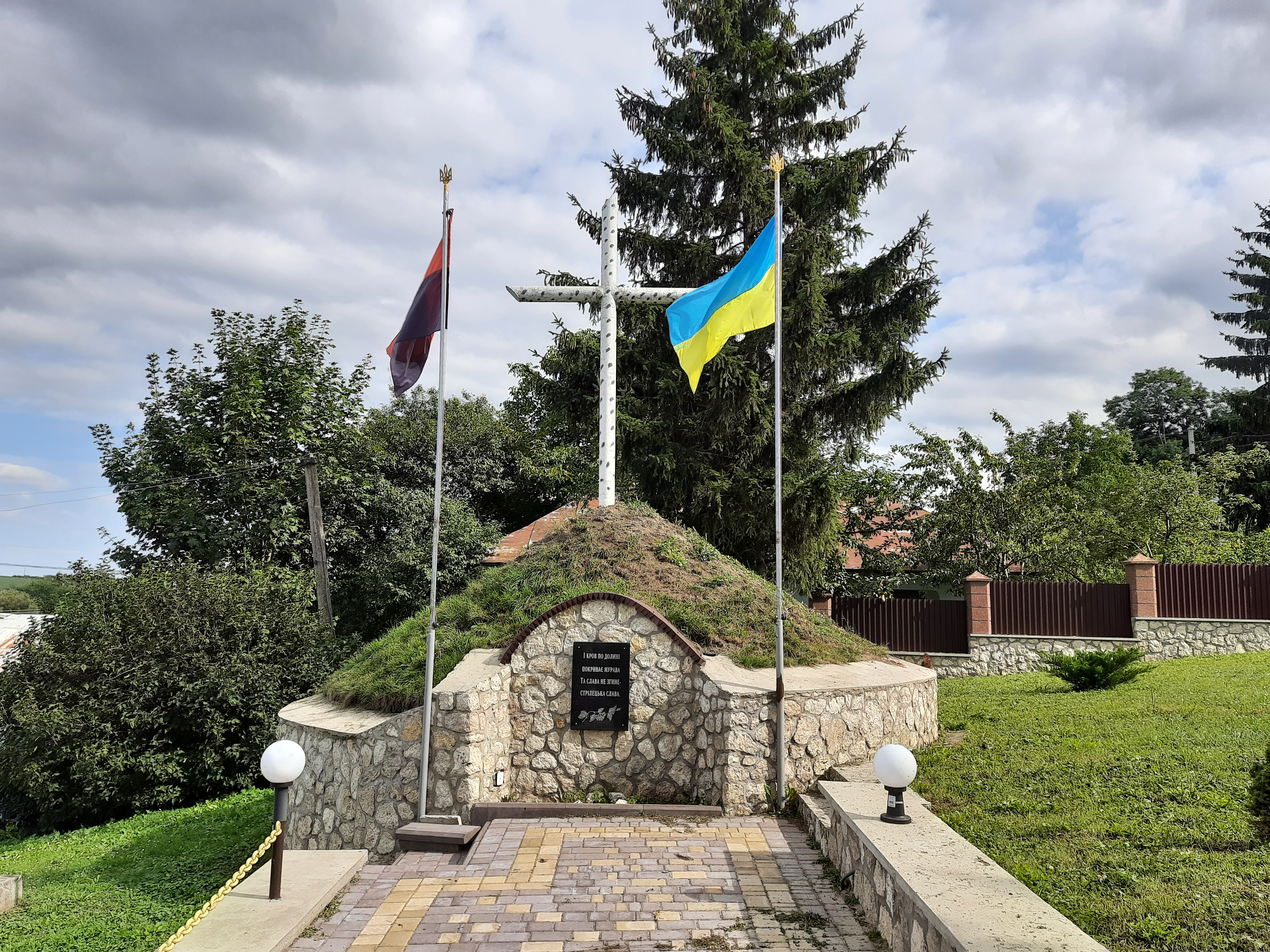
Пам'ятник захисникам України

Черни́лівка — село в Україні, у Підволочиській селищній громаді Тернопільського району Тернопільської області. Розташоване на сході району. До 2015 року — центр сільради.
Від вересня 2015 року ввійшло у склад Підволочиської селищної громади.
Населення — 497 осіб (2007).

## Історія
Поблизу села виявлено археологічні пам'ятки трипільської культури.
Перша писемна згадка — 1581.
1848 і 1855 у селі — епідемія холери.
Діяли «Просвіта», «Січ», «Сільський господар» та інші товариства, кооператива.
Восени 1944 року частину села спалив підрозділ НКДБ.
З 24 серпня 1991 року село входить до складу незалежної України.
12 червня 2020 року, відповідно до розпорядження Кабінету Міністрів України  № 724-р «Про визначення адміністративних центрів та затвердження територій територіальних громад Тернопільської області», увійшло до складу Підволочиської селищної громади.
19 липня 2020 року, в результаті адміністративно-територіальної реформи та ліквідації Підволочиського району, село увійшло до складу новоствореного Тернопільського району.

## Релігія
- Церква святого Димитрія (1904, мурована, розпис. Ф. Гриневич, ПЦУ та УГКЦ),
- «Фігура» на честь скасування панщини (1898).

## Пам'ятники
Насипано символічну могилу жертвам тоталітарного режиму (1990).

## Соціальна сфера
Працюють клуб, бібліотека, ФАП, торговельний заклад.

## Відомі люди

### Народилися
- Вовна Іван Михайлович (1996—2021) — матрос Збройних сил України, учасник російсько-української війни[3].
- Олег Лановий (нар. 1988) — український оперний співак;
- Євген Лацік (нар. 1987) — український драматичний актор, педагог;
- Борис Репка (нар. 1971) — український співак (ліричний тенор). Заслужений артист України;
- І. та О. Яворські — лікарі-науковці.